# Friedrich Ludwig Meissner
Friedrich Ludwig Meissner (Lipsia, 25 agosto 1796 – Dresda, 4 dicembre 1860) è stato un ginecologo e pediatra tedesco.
Studiò medicina a Lipsia, conseguì il suo dottorato di ricerca nel 1819. Dal 1821 insegnò all'Università di Lipsia, diventando professore di ostetricia e ginecologia nel 1831. Nel 1838 fondò una clinica ostetrica.
Nel 1856 fornì il primo resoconto della sindrome del QT lungo (LQTS), di cui descrisse un caso in cui una ragazza sorda crollò e morì mentre veniva pubblicamente rimproverata a scuola.

## Opere principali
- Die Dislocationen der Gebärmutter und der Mutterscheide 1821-22.
- Forschungen des neunzehnten jahrhunderts im gebiete der Geburtshülfe, Frauenzimmer- und Kinderkrankheiten, 1826-33.
- Die Kinderkrankheiten nach den neuesten Ansichten und Erfahrungen zum Untersicht für practische Arzte, 1832.
- Die Frauenzimmerkrankheiten nach den neuesten Ansichten und Erfahrungen zum Unterricht für praktische Aerzte, 1842-46.
- Grundlage der Literatur der Pädiatrik, 1850.[3]